# Spányik Éva
Spányik Éva (Sződliget, 1928. október 29. – 2012. január 9.) színésznő.

## Pályafutása
Rózsahegyi Kálmán színiiskolájában tanult, ahol 1947-ben szerzett diplomát. Előbb vidéken játszott, majd Debrecenben szerepelt, öt évadot pedig Pécsett töltött. Ezután Veszprémben és Egerben lépett fel, 1965 és 1967 között a Vígszínház tagja volt. 1967–69-ben Miskolcon, 1970–71-ben Veszprémben, 1972 és 1978 között Győrött, ezután Debrecenben játszott. 1981-ben a Veszprémi Petőfi Színházhoz szerződött.
Spányik Éva volt Kautzky József színművész első felesége. Két fiúgyermeket hozott a világra, de az első halva született. Második fia autószerelő lett, akitől unokája is született.

## Díjai, elismerései
- Jászai Mari-díj (1961)
- Érdemes művész (1984)

## Fontosabb szerepei
- Éva (Madách I.: Az ember tragédiája)
- Tatjána (Gorkij: Ellenségek)
- Johanna (Shaw: Szent Johanna)
- Lady Macbeth (Shakespeare: Macbeth)
- Stuart Mária (Schiller)
- Lida (Kohout: Ilyen nagy szerelem)
- Elizabeth Proctor (Miller: A salemi boszorkányok)
- Ljubov Jarovája (Trenyov)
- Kocsma Jenny (Brecht–Weill: Koldusopera)
- Kata (Németh L.: Nagy család)
- Bethlen Kata (Kocsis I.: Az újra kezdő);
- Zsenya (Sznyegirjov: Szülj nekem három fiút!)

## Filmjei
- Szomszédok (1995)
- S.O.S. Szobafogság! (1987)
- Nápolyi mulatságok (1982)
- Veri az ördög a feleségét (1977) – Vetróné, Irén
- Zongora a levegőben (1976) – Tanácsi előadó
- Aranyborjú (1974)
- A fekete Mercedes utasai (1973)
- Még kér a nép (1972) – Fehérkendős halottsirató asszony
- A gyáva (1971)
- Harlekin és szerelmese (1967) – Erik felesége
- Fügefalevél (1966) – Margitka
- Butaságom története (1966)
- A távirat (1965) – Olga
- A szívroham (1964) – Tina
- Fel a fejjel (1954) – Doktornő a kórházban
- Nyugati övezet (1952) – Takács Éva